# Polski Klub Kawaleryjski
Stowarzyszenie "Polski Klub Kawaleryjski" zostało zarejestrowane w  10 listopada 1998 r. w Sądzie Wojewódzkim w Poznaniu. Członkami zwyczajnymi i wspierającymi stowarzyszenia zostali między innymi wieloletni organizatorzy corocznej imprezy kawaleryjskiej, znanej pod nazwą Dni Ułana, nawiązującej do święta 15 Pułku Ułanów Poznańskich. Obecnie członkami organizacji są miłośnicy tradycji kawaleryjskiej z niemal całego terenu kraju, a także z zagranicy.
Polski Klub Kawaleryjski jest patriotycznym, dobrowolnym, niepolitycznym, samorządnym i trwałym stowarzyszeniem niezarobkowym osób fizycznych, których celem jest kultywowanie i kontynuowanie tradycji kawalerii i jazdy polskiej, między innymi poprzez utworzenie ochotniczej jednostki konnej, formowanej oraz wystawianej na czas ważnych uroczystości państwowych i wojskowych, pod nazwą „Honorowy Szwadron Kawalerii III RP”.  Obok powyższego zasadniczym celem działalności Klubu jest wspieranie resortu obrony narodowej w zakresie szkolenia oraz przygotowywania młodzieży przedpoborowej i poborowej do służby wojskowej, ze szczególnym uwzględnieniem Szwadronu Kawalerii Wojska Polskiego.
Stowarzyszenie "Polski Klub Kawaleryjski" decyzją sądu rejonowego w Poznaniu z 7 kwietnia 2006 otrzymało status organizacji pożytku publicznego oraz 11 kwietnia 2006 PKK zostało wpisane ze statusem OPP do rejestru sądowego stowarzyszeń – KRS 78096.
Stowarzyszenie "Polski Klub Kawaleryjski" od kwietnia 2002 roku jest członkiem Federacji Stowarzyszeń Rezerwistów i Weteranów Sił Zbrojnych Rzeczypospolitej Polskiej pod patronatem honorowym Prezydenta RP.
Barwą szwadronu jest biało-amarantowy proporczyk ze srebrną żyłką pośrodku.
W 2025 zostało uhonorowane srebrnym Medalem Reipublicae Memoriae Meritum.